# Carlos III de Mónaco
Carlos III de Mónaco (París, 8 de diciembre de 1818-Marchais, 10 de septiembre de 1889) fue príncipe reinante de Mónaco desde el 20 de junio de 1856 hasta su muerte.

## Biografía
Fue el hijo del príncipe de Mónaco, Florestán I y de su esposa, María Carolina Gibert de Lametz (hija del notario Charles Thomas Gibert y de su exesposa, Marie Françoise Legras de Vaubercy).
Nació en París el 8 de diciembre de 1818.

## Matrimonio y descendencia
Carlos se casó, en Bruselas, con la condesa Antonieta de Mérode-Westerloo (nacida como Antoinette Ghislaine), hija del conde Werner de Mérode, y de la condesa Victoria de Spangen-d'Uyternesse, el 28 de septiembre de 1846. Fue una boda doble, con su cuñada Luisa y Carlo Emanuele dal Pozzo. 
Su hijo, Alberto I (1848-1922), le sucedió.

## Obra del príncipe
En 1853, se había rebelado contra su padre, Florestán I; el marqués de Baux había armado una conjura para derrocar al príncipe, pero se descubrió antes de efectuarse, fue mandado a encarcelar por tiempo indefinido, que acabó cuando Florestán I murió en 1856. Fue liberado y coronado después.
Durante su reinado las villas de Menton y Rocabruna, constituyendo más del 80 por ciento del entonces territorio monegasco, fueron oficialmente vendidas a Francia por 30000 francos, previo referéndum en ambas ciudades a favor de la incorporación a Francia, preparando el reconocimiento oficial de la independencia de Mónaco por Francia.
Aconsejado por su madre, y gracias a la dote de su mujer, además de los nuevos impuestos, fundó el Casino de Montecarlo. En 1885, su efigie figuró sobre la primera emisión de sellos de correos de Mónaco, reemplazando a los sellos de Francia.
Bajo Carlos III, el Principado de Mónaco aumentó sus actividades diplomáticas; por ejemplo, en 1864, Carlos III concluyó un Tratado de Amistad con el bey de Túnez,Muhammad III as-Sadiq, que también reguló el comercio y cuestiones marítimas.
Murió en el Château de Marchais, el 10 de septiembre de 1889.

## Títulos
Serenísimo príncipe de Mónaco, duque de Valentinois, marqués de Baux, entre otros títulos.

## Distinciones honoríficas
- 15 de marzo de 1858:  Soberano gran maestre (y fundador) de la Orden de San Carlos ( Principado de Mónaco).
- Caballero gran cruz de la Orden de la Torre y de la Espada ( Reino de Portugal).
- Oficial de la Legión de Honor ( Segundo Imperio francés).
- Caballero de la Suprema Orden de Cristo ( Estados Pontificios).
- Caballero gran cruz de la Orden de Carlos III ( Reino de España).
- Caballero gran cruz de la Orden de los Santos Mauricio y Lázaro ( Reino de Italia).
- Caballero gran cruz de la Orden al Mérito de San Luis ( Ducado de Parma).

## Ancestros
| Predecesor: Florestán I | Príncipe de Mónaco 20 de junio de 1856-10 de septiembre de 1889 | Sucesor: Alberto I |